# بورسيرة بالميرية
بورسيرة بالميرية (الاسم العلمي:Bursera palmeri) هي نوع من النباتات تتبع جنس البورسيرة من الفصيلة البخورية.